# Gabriel Loeschbor
Gabriel Alejandro Loeschbor (Corral de Bustos, Córdoba, Argentina, 4 de junio de 1977) es un exfutbolista argentino jugaba de defensor, su primer club fue Rosario Central. Su hermano es el futbolista Emanuel Loeschbor.

## Trayectoria
Empezó jugando en Rosario Central en 1997, para fichar luego por el Racing Club en julio de 2001.
En Racing Club, en 2001, fue campeón de la Primera división argentina, cortando una sequía de 35 años, la más extensa de su historia. Ese campeonato convirtió cuatro goles, todos ellos muy recordados por los hinchas: 
- contra Independiente de Avellaneda, el clásico rival, fue el encargado de empatar el cotejo sobre el final, tras magnífica asistencia de Martin Vitali; 
- contra Talleres de Córdoba, se encargó de abrir el marcador debajo del arco luego de una triangulación entre Maximiliano Estévez, Leonardo Torres, y Francisco Diego Maciel; 
- contra San Lorenzo de Almagro, empató el cotejo sobre el final del primer tiempo, luego de un centro de Maximiliano Estévez; 
- Y el más recordado: contra Vélez Sarsfield, convirtió el gol que permitió el campeonato después de 35 años, de cabeza tras un tiro libre de Gerardo Bedoya. Su posición adelantada no fue advertida por el juez de línea Barrientos, si bien hay versiones de que éste (confeso hincha de Racing) no lo quiso ver. 
Más tarde, pasó por el Rennes francés, en donde no tuvo muchas oportunidades de jugar. De ahí pasó al Murcia del 2003 al 2004 y luego a los Dorados de Sinaloa en México para el Apertura 2004, donde no tuvo juego pues fue dado de baja debido a una hernia.
En 2004, pasó a San Lorenzo de Almagro en donde no tuvo un año destacado. En una operación polémica, pasó a River Plate, club en el cual no tuvo buenas actuaciones.
Tras su paso por River, vuelve a Rosario Central en enero de 2006, en donde juega por seis meses. En junio del 2006, fichó por Arsenal de Sarandí, después se fue a Gimnasia de Jujuy y de ahí pasó a Independiente Rivadavia de Mendoza, el cual dejó para recalar en Belgrano de Córdoba donde se retiró en 2011.

## Clubes
| Club                    | País      | Año       | PJ | Goles |
| ----------------------- | --------- | --------- | -- | ----- |
| Rosario Central         | Argentina | 1996-2001 | 94 | 3     |
| Racing Club             | Argentina | 2001-2002 | 33 | 4     |
| Rennes                  | Francia   | 2002-2003 | 4  | 0     |
| Murcia                  | España    | 2003-2004 | 17 | 0     |
| Dorados de Sinaloa      | México    | 2004      | 0  | 0     |
| San Lorenzo             | Argentina | 2004-2005 | 12 | 0     |
| River Plate             | Argentina | 2005      | 6  | 0     |
| Rosario Central         | Argentina | 2006      | 11 | 1     |
| Arsenal                 | Argentina | 2006-2007 | 26 | 0     |
| Gimnasia (J)            | Argentina | 2007-2009 | 64 | 3     |
| Independiente Rivadavia | Argentina | 2009-2010 | 35 | 4     |
| Belgrano                | Argentina | 2010-2011 | 12 | 0     |

## Palmarés

### Campeonatos nacionales
| Título           | Club        | País      | Año    |
| ---------------- | ----------- | --------- | ------ |
| Primera División | Racing Club | Argentina | A-2001 |